# Marelle (roman)

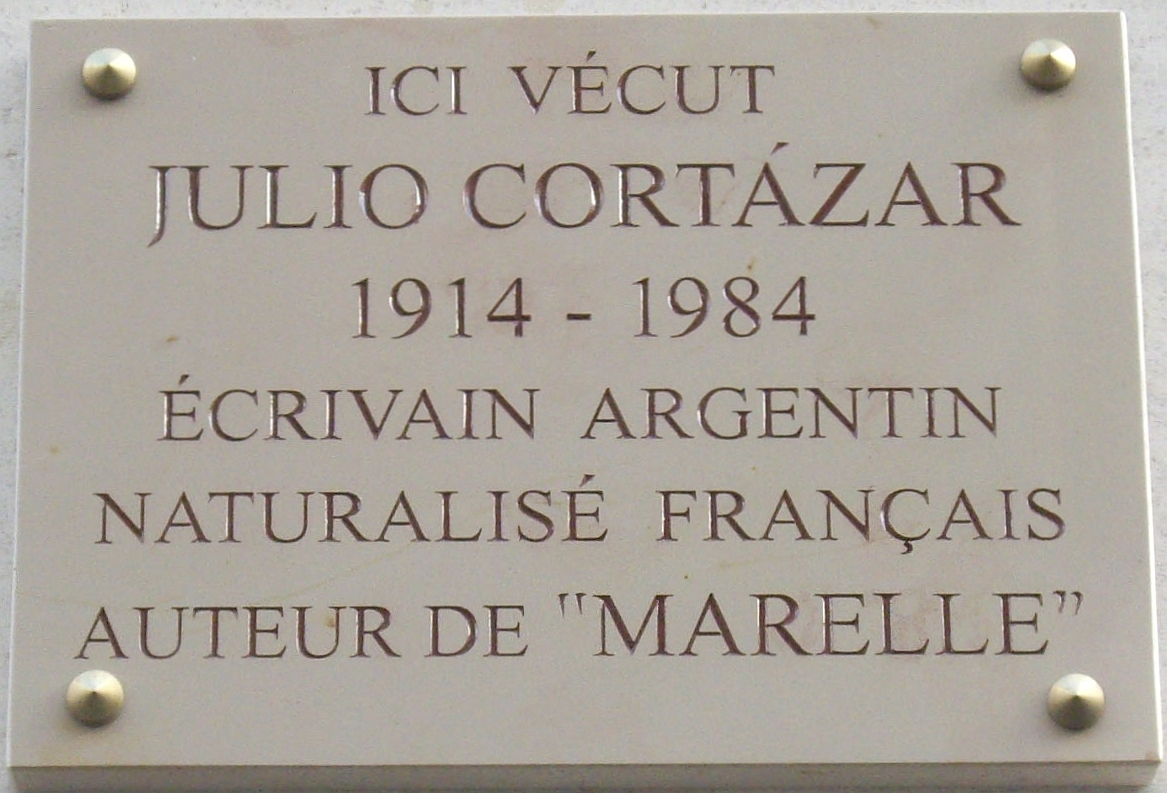
Plaque commémorative à Cortázar.

Marelle (en espagnol : Rayuela) est un roman de l'écrivain argentin Julio Cortázar publié en 1963, traduit par Laure Guille Bataillon (roman) et Françoise Rosset (essai). C'est l'une des œuvres centrales du boom latino-américain.

## Manières de lireMarelle
Une note en début de livre annonce que Marelle, qui se compose de 155 chapitres, peut se lire de deux manières. Soit de manière linéaire, du chapitre 1 au chapitre 56, soit de manière non linéaire en partant du chapitre 73 et en suivant un ordre indiqué en début de livre.
Cette manière de procéder traduit bien l'esprit surréaliste du livre, qui est parfois difficile à lire en raison de multiples passages non directement reliés au reste de l'histoire (articles de journaux, extraits d'autres livres, textes auto-critiques attribués à l'écrivain Morelli, etc.).

### Ordre de lecture suggéré
73 - 1 - 2 -116 - 3 - 84 - 4 - 71 - 5 - 81 - 74 -  6 - 7 - 8 - 93 - 68 - 9 - 104 - 10 - 65 - 11 - 136 - 12 - 106 - 13 - 115 - 14 - 114 - 117 - 15 - 120 - 16 - 137 - 17 -  97 - 18 - 153 - 19 - 90 - 20 - 126 - 21 - 79 - 22 - 62 - 23 - 124 - 128 - 24 - 134 - 25 - 141 - 60 - 26 - 109 - 27 - 28 - 130 - 151- 152 - 143 - 100 - 76 - 101 - 144 - 92 - 103 - 108 - 64 - 155 -  123 - 145 - 122 - 112 - 154 - 85 - 150 - 95 - 146 - 29 - 107 - 113 - 30 - 57 - 70 - 147 - 31 -  32 - 132 - 61 - 33 - 67 - 83 - 142 - 34 - 87 - 105 - 96 - 94 - 91 - 82 - 99 - 35 - 121 - 36 - 37 - 98 - 38 - 39 - 86 - 78 - 40 - 59 - 41 - 48 - 42 - 75 - 43 - 125 - 44 - 102 - 45 - 80 - 46 - 47 - 110 - 48 - 111 - 49 - 118 - 50 - 119 - 51 - 69 - 52 - 89 - 53 - 66 - 149 - 54 - 129 - 139 - 133 - 140 - 138 - 127 - 56 - 135 - 63 - 88 - 72 - 77 - 131 - 58 - 131
Le chapitre 55, soit l'avant-dernier de la manière linéaire de lire Marelle, est absent de l'ordre proposé par Cortázar.

## Résumé
Le héros, Horacio Oliveira, est un Argentin séjournant à Paris. Horacio entretient une relation avec la Sibylle, une Uruguayenne moins cultivée que lui mais charmante et sensible. La Sibylle a un fils malade, Rocamadour. Horacio dispose également à Paris d'un groupe d'amis qui forment le « Club ». Le Club se réunit pour discuter d'art, de musique et de littérature. Ses différents membres sont pour la plupart des exilés comme Horacio et la Sibylle.
La mort de Rocamadour lors d'une nuit de discussions du Club est le drame central du livre. À la suite de cet événement, la Sybille disparaît et Horacio doit revenir en Argentine. Il y retrouve un ami, Traveler, qui a une fiancée, Talita. Horacio passe de longs moments avec eux, et des liens troubles se nouent bientôt entre lui et le couple, et principalement Talita. La raison d'Horacio chancellera de plus en plus, notamment après que Traveler, Talita et lui commencent à travailler dans un hôpital psychiatrique.

## Autour de l'œuvre
Marelle a inspiré le groupe de musique franco-argentin Gotan Project pour son titre Rayuela, extrait de son 3e album studio Tango 3.0 sorti en 2010. Exilé dans le 10e arrondissement de Paris, l'écrivain argentin habitait rue Martel, là même où le groupe est né.
Certains théoriciens et programmeurs de jeu comme Greg Costikyan, estiment que Marelle (Hopscotch ; traduction anglaise de 1966) et Un Conte à votre façon de Raymond Queneau sont les précurseurs des livres-jeux.
Rayuela a inspiré le saxophoniste portoricain Miguel Zenon qui lui a consacré un album concept publié en 2012 chez Sunnyside records. Les compositions sont partagées entre Miguel Zenon et Laurent Coq, pianiste français.